# Style atome

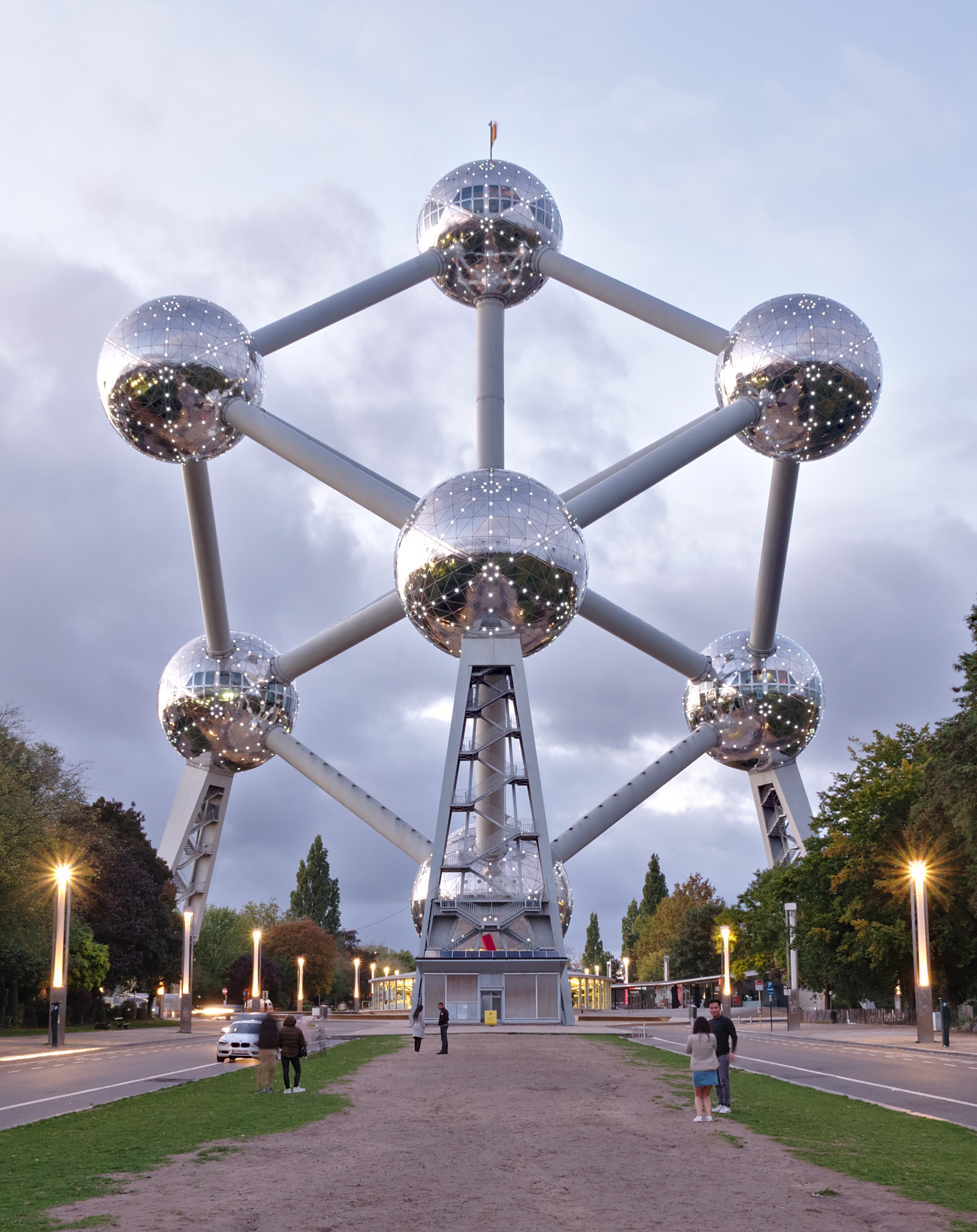
Le « style Atome » doit son nom à l'Atomium, monument situé à Bruxelles.

Le style atome est un terme utilisé pour désigner une esthétique de l'illustration et de la bande dessinée née dans les années 1940-1950 en Belgique, sous l'influence, notamment, de Jijé mais aussi de Franquin.

## Origine du terme
Le nom donné à ce style est lié aux dessinateurs du journal Spirou (dite aussi école de Marcinelle) pour le différencier de la Ligne claire, propre à Hergé et le journal de Tintin découle de l'Exposition universelle de 1958 à Bruxelles, et de l'Atomium construit pour l'occasion. 
L'esthétique de l'exposition et, par exemple, de son logo stylisé ou de ses éléments décoratifs réalisés par Lucien De Roeck, a en effet été rapprochée plus tard de l'esthétique de la bande dessinée de Jijé et du Journal de Spirou (ou de l'école de Marcinelle ainsi qu'on l'appelait à l'époque, du nom de la ville où était imprimé le journal). C’est une esthétique moderniste, voire futuriste (qui s'incarne par exemple dans les lignes de la « Turbotraction », voiture de Spirou imaginée par Franquin), caractéristique de la Belgique modeste mais confiante du jeune roi Baudouin (et dont le paternalisme colonial se retrouve dans Blondin et Cirage de Jijé).

## Postérité
Ce renouveau (également dénommé Néo-ligne claire) a été emmené notamment par des dessinateurs comme Joost Swarte (Coton et Piston) ou Yves Chaland (F.52), impliqués à la fois dans l'illustration et la bande dessinée, et qui ont réanimé ce style en même temps que la ligne claire à laquelle on l'oppose généralement.